# Dyskografia The Notoriousa B.I.G.
Poniżej przedstawiona jest dyskografia The Notoriousa B.I.G., amerykańskiego muzyka, rapera, który został zastrzelony w roku 1997.

## Albumy

### Studyjne
| Rok                           | Informacje o albumie                                                                                  | Notowania | Notowania | Notowania | Notowania | Notowania | Notowania | Notowania | Certyfikacje                                    |
| Rok                           | Informacje o albumie                                                                                  | US        | US R&B    | CAN       | NL        | NZ        | SWE       | UK        | Certyfikacje                                    |
| ----------------------------- | --- | --------- | --------- | --------- | --------- | --------- | --------- | --------- | ----------------------------------------------- |
| 1994                          | Ready to Die - Data wydania: 13 września, 1994 - Wytwórnia: Bad Boy Records - Format: CD, kaseta, LP  | 15        | 3         | –         | –         | –         | –         | –         | - US: 4× platyna                                |
| 1997                          | Life After Death - Data wydania: 25 marca, 1997 - Wytwórnia: Bad Boy Records - Format: CD, kaseta, LP | 1         | 1         | 3         | 16        | 28        | 30        | 20        | - US: diamentowa - UK: srebro - CAN: 2× platyna |
| „–” pozycja nie była notowana | |           |           |           |           |           |           |           |                                                 |

### Pośmiertne
| Rok                           | Informacje o albumie | Notowania | Notowania | Notowania | Notowania | Notowania | Notowania | Notowania | Notowania | Notowania | Certyfikacje     |
| Rok                           | Informacje o albumie | US        | US R&B    | US Rap    | CAN       | FRA       | NL        | NZ        | SWI       | UK        | Certyfikacje     |
| ----------------------------- | --- | --------- | --------- | --------- | --------- | --------- | --------- | --------- | --------- | --------- | ---------------- |
| 1999                          | Born Again - Data wydania: 7 grudnia, 1999 - Wytwórnia: Bad Boy Records - Format: CD, kaseta, LP                          | 1         | 1         | *         | 14        | –         | –         | –         | –         | 13        | - US: 2× platyna |
| 2005                          | Duets: The Final Chapter - Data wydania: 20 grudnia, 2005 - Wytwórnia: Bad Boy Records - Format: CD, LP, digital download | 3         | 3         | 1         | –         | 35        | 43        | 8         | 29        | 17        | - US: platyna    |
| „–” pozycja nie była notowana | |           |           |           |           |           |           |           |           |           |                  |

### Kompilacje
| Rok  | Informacje o albumie                                                                                        | Notowania | Notowania | Notowania | Notowania | Notowania |
| Rok  | Informacje o albumie                                                                                        | US        | US R&B    | US Rap    | AUS       | CAN       |
| ---- | --- | --------- | --------- | --------- | --------- | --------- |
| 2007 | Greatest Hits - Data wydania: 6 marca, 2007 - Wytwórnia: Bad Boy Records - Format: CD, LP, digital download | 1         | 1         | 1         | 100       | 183       |

### Ścieżka dźwiękowa
| Rok  | Tytuł                                                                                               | Notowania | Notowania | Notowania | Notowania       | Notowania |
| Rok  | Tytuł                                                                                               | US        | US        | US        | US              | CAN       |
| Rok  | Tytuł                                                                                               | 200       | R&B       | Rap       | Top Soundtracks | CAN       |
| ---- | --------------------------------------------------------------------------------------------------- | --------- | --------- | --------- | --------------- | --------- |
| 2009 | Notorious - Data wydania: 13 stycznia, 2009 - Wytwórnia: Bad Boy - Format: CD, LP, digital download | 4         | 1         | 1         | 1               | 18        |

## Single

### Solowe
| Rok                           | Tytuł                                                                | Notowania | Notowania | Notowania | Notowania | Notowania | Certyfikacje               | Album            |
| Rok                           | Tytuł                                                                | US        | US        | US        | CAN       | UK        | Certyfikacje               | Album            |
| Rok                           | Tytuł                                                                | Hot 100   | R&B       | Rap       | CAN       | UK        | Certyfikacje               | Album            |
| ----------------------------- | -------------------------------------------------------------------- | --------- | --------- | --------- | --------- | --------- | -------------------------- | ---------------- |
| 1994                          | „Juicy”                                                              | 27        | 14        | 3         | –         | 72        | - US: złoto                | Ready to Die     |
| 1995                          | „Big Poppa”                                                          | 6         | 2         | 1         | 41        | 63        | - US: platyna              | Ready to Die     |
| 1995                          | „One More Chance / Stay with Me” (feat. Faith Evans & Mary J. Blige) | 2         | 1         | 1         | –         | 34        | - US: platyna              | Ready to Die     |
| 1997                          | „Hypnotize”                                                          | 1         | 1         | 1         | 3         | 10        | - US: platyna              | Life After Death |
| 1997                          | „Mo Money Mo Problems” (feat. Mase & Puff Daddy)                     | 1         | 2         | 1         | 2         | 6         | - US: platyna - AUS: złoto | Life After Death |
| 1997                          | „Sky’s the Limit” (feat. 112)                                        | 26        | 31        | 3         | 11        | 35        | - US: złoto                | Life After Death |
| „–” pozycja nie była notowana |                                                                      |           |           |           |           |           |                            |                  |

### Pośmiertne
| Rok                           | Tytuł                                                        | Notowania | Notowania | Notowania | Notowania | Certyfikacje | Album                    |
| Rok                           | Tytuł                                                        | US        | US        | US        | UK        | Certyfikacje | Album                    |
| Rok                           | Tytuł                                                        | Hot 100   | R&B       | Rap       | UK        | Certyfikacje | Album                    |
| ----------------------------- | ------------------------------------------------------------ | --------- | --------- | --------- | --------- | ------------ | ------------------------ |
| 1999                          | „Notorious B.I.G.” (feat. Puff Daddy & Lil’ Kim)             | 82        | 30        | –         | 16        |              | Born Again               |
| 2000                          | „Dead Wrong” (feat. Eminem)                                  | 105       | 39        | –         | –         |              | Born Again               |
| 2005                          | „Nasty Girl” (feat. Diddy, Nelly, Jagged Edge & Avery Storm) | 43        | 20        | 9         | 1         | - US: złoto  | Duets: The Final Chapter |
| 2006                          | „Spit Your Game” (feat. Twista & Krayzie Bone)               | –         | 68        | –         | 64        |              | Duets: The Final Chapter |
| „–” pozycja nie była notowana |                                                              |           |           |           |           |              |                          |

### Inne notowane utwory
| Rok  | Tytuł                                           | Notowania | Album                    |
| Rok  | Tytuł                                           | US R&B    | Album                    |
| ---- | ----------------------------------------------- | --------- | ------------------------ |
| 1997 | „Lovin' You Tonight” (feat. R. Kelly)A          | 2         | Life After Death         |
| 1997 | „Notorious Thugs” (feat. Bone Thugs-n-Harmony)A | 68        | Life After Death         |
| 2005 | „Hold Ya Head” (feat. Bob Marley)B              | 116       | Duets: The Final Chapter |
| 2005 | „Whatchu Want” (feat. Jay-Z)                    | 76        | Duets: The Final Chapter |

Apozycja nie była notowana na Hot 100 lub Hot R&B/Hip-Hop
BB-side - „Spit Your Game”

### Jako gość
| 1995                          | „Can't You See” (Total feat. The Notorious B.I.G.)                                                  | 13  | 10 | –  | 43 | Total                    |
| 1995                          | „Player's Anthem” (z Junior M.A.F.I.A.)                                                             | 13  | 7  | 2  | 49 | Conspiracy               |
| 1995                          | „This Time Around” (Michael Jackson feat. The Notorious B.I.G.)A                                    | –   | 23 | –  | –  | HIStory                  |
| 1995                          | „Runnin’” (2Pac feat. The Notorious B.I.G., Radio, Dramacydal, Stretch & Buju Banton)               | 81  | –  | –  | 15 | One Million Strong       |
| 1996                          | „You Can't Stop the Reign” (Shaquille O’Neal feat. The Notorious B.I.G.)A                           | –   | 54 | –  | –  | You Can't Stop the Reign |
| 1996                          | „Only You (Bad Boy remix)” (112 feat. The Notorious B.I.G.)                                         | 13  | 3  | –  | –  | 112                      |
| 1996                          | „Get Money” (z Junior M.A.F.I.A.)                                                                   | 17  | 4  | 1  | 63 | Conspiracy               |
| 1996                          | „Crush on You” (Lil’ Kim feat. The Notorious B.I.G. & Lil Cease)A                                   | 16  | 9  | 1  | 23 | Hard Core                |
| 1997                          | „Stop the Gunfight” (Trapp feat. 2Pac & The Notorious B.I.G.)                                       | 77  | 35 | 9  | –  | Stop the Gunfight        |
| 1997                          | „Be the Realist” (Trapp feat. 2Pac & The Notorious B.I.G.)                                          | –   | 65 | 14 | –  | Stop the Gunfight        |
| 1997                          | „Been Around the World” (Puff Daddy feat. The Notorious B.I.G. & Mase)                              | 2   | 7  | 1  | 4  | No Way Out               |
| 1997                          | „It's All About the Benjamins (Remix)” (Puff Daddy feat. The Notorious B.I.G., The Lox, & Lil’ Kim) | 2   | 7  | 1  | 20 | No Way Out               |
| 1998                          | „Victory” (Puff Daddy feat. The Notorious B.I.G. & Busta Rhymes)                                    | 19  | 13 | 2  | –  | No Way Out               |
| 2003                          | „Realest Niggas” (The Notorious B.I.G. & 50 Cent)                                                   | –   | 30 | 21 | –  | Bad Boys II              |
| 2004                          | „Runnin’ (Dying to Live)” (2Pac feat. The Notorious B.I.G.)                                         | 19  | 11 | 5  | 17 | Tupac: Resurrection      |
| 2009                          | „Angels” (Diddy-Dirty Money featuring The Notorious B.I.G.)                                         | 116 | 71 | –  | –  | Last Train to Paris      |
| „–” pozycja nie była notowana | |     |    |    |    |                          |

A Pozycja nie była notowana na Hot 100 lub Hot R&B/Hip-Hop

## Występy gościnne
- 1992: „A Buncha Niggas” (z Heavy D & The Boyz, album Blue Funk)
- 1992: „Why You Tryin To Play Me” (Ft. Aaron Hall)
- 1992: „Party and Bullshit” (z Who's the Man?)
- 1992: „All Men Are Dogs” z Grand Puba, Snagglepuss, Raggedy Man, Bandit, Positive K & Pudgee Tha Phat Bastard
- 1993: „Let’s Get It On” (z Eddie F, album Let’s Get It On)
- 1993: „Leave a Message”, „What's The 411?” (z Mary J. Blige, album What's the 411? Remix)
- 1993: „Buddy X (Falcon & Fabian Remix)” z Neneh Cherry (z „Buddy X [CD Single]”) (1993)
- 1994: „Think Big” z Pudgee Tha Phat Bastard (white label vinyl)
- 1994: „Jam Session” z Heavy D & Troo-Kula (z NBA Jam Session))[11]
- 1994: „Who's the Man” (z Ed Lover & Doctor Dré, album Back Up Off Me!)
- 1995: „4 My Peeps” (z Red Hot Lover Tone, album # 1 Player)
- 1995: „It's All I Had”, „Me And My Bitch - Live in Philadelphia” (z The Show)
- 1995: „The Points” (z Panther) (Panther OST CD lub vinyl Single (ft. 9 min. długa wersja))
- 1995: „Da B-Side” z Da Brat (Radio Edit) (z Bad Boys)
- 1995: „Dirty B Side” z Da Brat (Fa All Y’all German CD Single)
- 1995: „(You to Be) Happy” (z R. Kelly, album R. Kelly (album))
- 1995: „This Time Around” (z Michael Jackson, album HIStory: Past, Present and Future, Book I)
- 1996: „Bust a Nut” (z Luke, album Uncle Luke)
- 1996: „Young G’s Perspective” (z Blak Jak, album Addicted to Drama)[12]
- 1996: „Bad Boy Freestyle” z LOX (z Funkmaster Flex, mixtape 60 Minutes of Funk, Vol. 2)
- 1996: „Brooklyn’s Finest” (z Jay-Z, album Reasonable Doubt)
- 1996: „Queen Bitch”, „Crush On You”, „Drugs”, „No Time”, „Queen Bitch” (z Lil’ Kim, album Hard Core)
- 1997: „Keep Your Hands High” (z Tracey Lee, album Many Faces)
- 2000: „16 Bars” (z Lyricist Lounge Volume 2, kompilacja; nagrany w 1993)
- 2000: „NOTORIOUS K.I.M.”, „Queen Bitch Pt. 2” (z Lil’ Kim, album The Notorious K.I.M.)
- 2001: „Unbreakable” (z Michael Jackson, album Invincible)
- 2002: „A Dream” z Jay-Z & Faith Evans (z Jay-Z, album Blueprint 2)
- 2005: „All Good” (z Lil’ Kim, album The Naked Truth)
- 2006: „Duck Down” (z Trick Daddy, album Back By Thug Demand)
- 2006: „Deadly Combination (z Big L, kompialcja The Archives 1996–2000)
- 2006: „Three Bricks” (z Ghostface Killah, album Fishscale)
- 2009: „Cunt Renaissance” (z R.A. the Rugged Man, album Legendary Classics Vol. 1)
- 2010: „Everything to Me (Remix)” (z Monica, promo singiel Everything to Me CDS)
- 2010: „Belize Shyne” z Bob Marley
- 2010: „Jah Army” z Stephen Marley & Damian Marley